# Кукоклюна каня
Кукоклюната каня (Chondrohierax uncinatus) е вид птица от семейство Ястребови (Accipitridae).

## Разпространение и местообитание
Разпространен е в Антигуа и Барбуда, Аржентина, Барбадос, Белиз, Боливия, Бразилия, Венецуела, Гваделупа, Гватемала, Гвиана, Гренада, Доминика, Еквадор, Колумбия, Коста Рика, Куба, Мартиника, Мексико, Монсерат, Никарагуа, Панама, Парагвай, Перу, Салвадор, САЩ, Сейнт Винсент и Гренадини, Сейнт Китс и Невис, Сейнт Лусия, Суринам, Тринидад и Тобаго, Френска Гвиана и Хондурас.